# Angel Mojsovski
Angel Mojsovski, makedonski general, * 15. maj 1923, † 17. marec 2001, Skopje, Makedonija.

## Življenjepis
Leta 1942 je vstopil v NOVJ in naslednje leto v KPJ; med vojno je zasedal nižja poveljniška mesta.
Po vojni je postal med drugim tudi poveljnik divizije in inšpektor JLA.